# Delaware Art Museum
Le Delaware Art Museum est un musée d'art américain à Wilmington, dans le Delaware. Il compte notamment dans ses collections des tableaux de Dante Gabriel Rossetti, Frederick Sandys, Howard Pyle ou encore Edward Hopper.

## Collections
- Trouvée, par Dante Gabriel Rossetti (1853-…).
- Marie-Madeleine, par Frederick Sandys (1858-1860).
- Lady Lilith, par Dante Gabriel Rossetti (1866-1868).
- Veronica Veronese, par Dante Gabriel Rossetti (1872).
- Mnemosyne, par Dante Gabriel Rossetti (1875-1881).
- Néron tenant une lyre en or avec Rome en flammes, par Howard Pyle (1897).
- Summertime, par Edward Hopper (1943).